# Jean François Rabbe
Pour les articles homonymes, voir Rabbe.
Jean François Rabbe, né le 16 février 1757 à Pesmes et mort le 10 octobre 1832 à Paris, est un militaire français de la Révolution et de l’Empire.

## États de service
Il entre en service le 8 mars 1775, comme soldat au régiment d'Artois, il devient caporal le 16 juin 1782, sergent le 1er mai 1785, tambour-major le 11 février 1787, sous-lieutenant le 31 mai 1792 et lieutenant le 24 septembre 1793. Il fait les campagnes de 1792 à l’an III à l’armée du Rhin, et il passe avec son grade dans les grenadiers de la garde de la représentation nationale le 16 octobre 1795.
Il est nommé capitaine adjudant-major le 11 novembre 1796, et il est maintenu dans ses fonctions le 3 janvier 1800, dans la Garde des consuls. Il fait la campagne de cette année en Italie avec l’armée de réserve, et reçoit un coup de feu au pied droit le 14 juin 1800, lors de la bataille de Marengo. Il est nommé chef de bataillon le 9 décembre 1801, et il est attaché en cette qualité à l’école spéciale militaire le 24 mars 1803. Il est promu colonel le 26 juillet 1803, au 2e régiment de la garde de Paris, et il est fait chevalier de la Légion d’honneur le 25 mars 1804, puis officier de l’ordre le 14 juin suivant.
Compromis dans le coup d'État de Malet le 23 octobre 1812, il est condamné à la peine de mort, avec sursis à exécution, par la commission militaire le 29 octobre de la même année. Le colonel Rabbe a manqué de présence d’esprit, son énergie habituelle et son intelligence, lui ont fait défaut dans cette grave circonstance : l’Empereur le comprit, lui fit grâce de la vie en faveur de ses longs et honorables services, et commua sa peine en un emprisonnement perpétuel. Lors de la première restauration, le roi Louis XVIII, lui accorde des lettres de grâce le 11 mai 1814, et le fait rétablir sur les contrôles de l’armée. Il est admis à la retraite le 18 octobre 1815.
Il meurt le 10 octobre 1832, à Paris.

## Sources
- A. Lievyns, Jean Maurice Verdot, Pierre Bégat, Fastes de la Légion-d'honneur, biographie de tous les décorés accompagnée de l'histoire législative et réglementaire de l'ordre, Tome 4, Bureau de l’administration, 1844, 640 p. (lire en ligne), p. 409.
- « Cote LH/2252/42 », base Léonore, ministère français de la Culture
- Léon Hennet, Etat militaire de France pour l’année 1793, Siège de la société, Paris, 1903, p. 98.
- Annales Franc-Comtoises, Volume 7, J. Jacquin, Besançon, 1867, p. 248.
- Ernest Hamel, Histoire des deux conspirations du général Malet, Librairie de la Société des Gens de Lettres, 1873, p. 237.